# Rahbat
Rahbat (em árabe: الرحبات) é uma cidade localizada na província de Batna, no noroeste da Argélia. Sua população era de 10 806 habitantes, em 2008.